# Liste des chansons de Slipknot

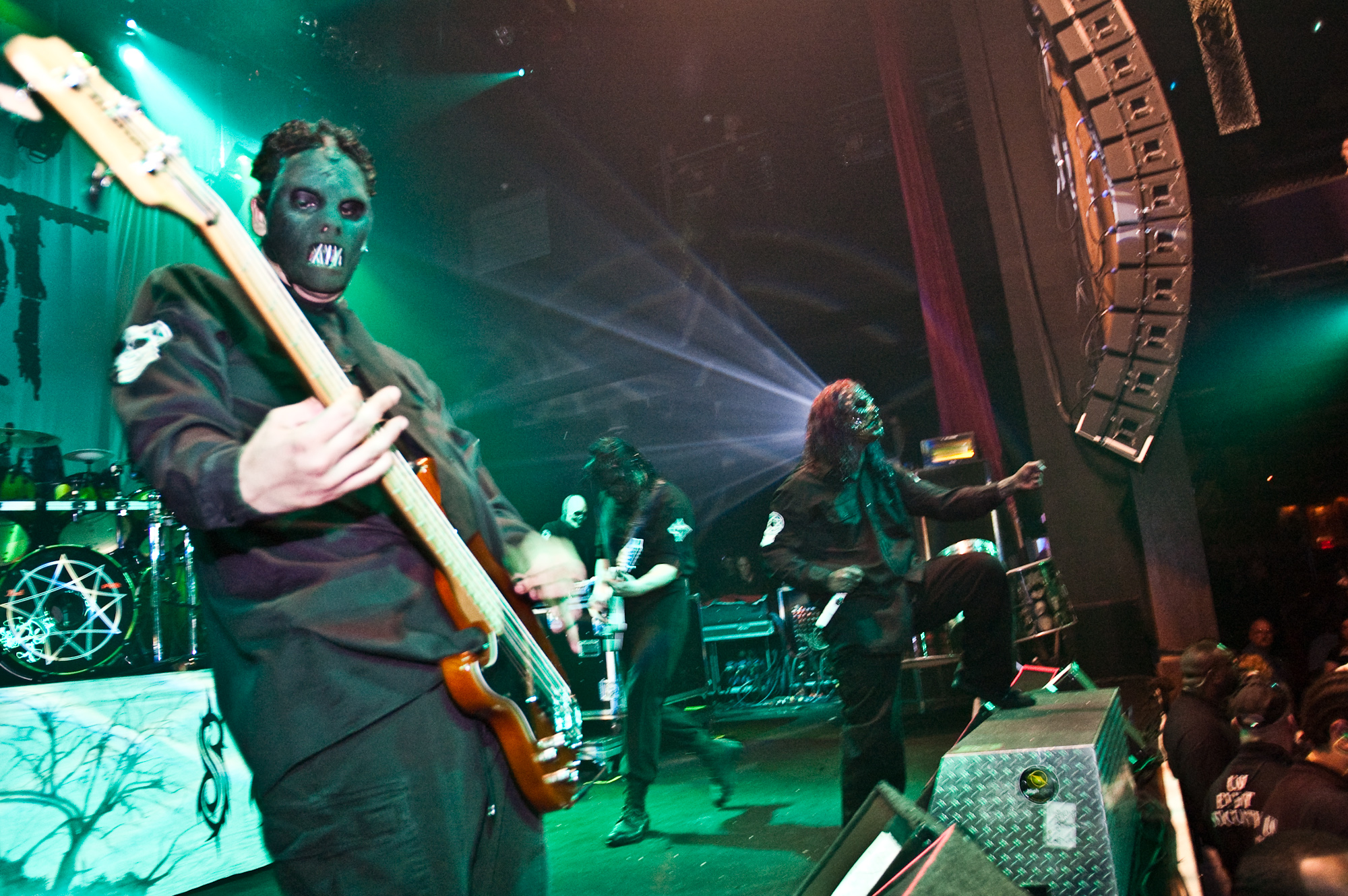
Slipknot en concert en novembre 2005

Slipknot est un groupe de heavy metal formé à Des Moines, dans l'Iowa, en 1995. La première démo du groupe, Mate. Feed. Kill. Repeat., auto-produite en 1996, est composée par Anders Colsefni (chant), Donnie Steele, Josh Brainard (guitares), Paul Gray (basse), Joey Jordison (batterie), et Shawn Crahan (percussions). La démo se compose de huit chansons, dont trois — Gently, Only One et Tattered & Torn — paraîtront sur le premier album du groupe. Après de nombreux changements dans leur line-up, Slipknot fait paraître une seconde démo homonyme en 1998, avec cinq chansons (quatre étant présentée dans leur album homonyme).
Ensuite composé de Corey Taylor (chant), Mick Thomson, Jim Root (guitares), Gray (basse), Jordison (batterie), Crahan, Chris Fehn (percussions), Sid Wilson (platines), et Craig Jones (échantillons sonores), Slipknot fait paraître son premier album homonyme. À son arrivée à la fin des sessions d'enregistrement du groupe, Jim Root participe uniquement à deux chansons sur l'album (Purity et Me Inside). La promotion de l'album s'effectue avec la sortie de deux singles — Wait and Bleed et Spit It Out — qui atteignent les classements musicaux au Royaume-Uni et en Australie,
À la suite du succès de Slipknot auprès de la presse spécialisée, le groupe fait paraître son second album Iowa en 2001, qui atteint la troisième place du Billboard 200 et la première au UK Albums Chart,. Comme son prédécesseurs, les chansons de Iowa sont écrites par tous les membres du groupe. L'année suivante, le groupe fait paraître son premier album live, Disasterpieces, enregistré à Londres, qui présente une grande liste de chansons extraites des albums Slipknot et Iowa.

## Liste
| * | Indique la sortie de la chanson en version single |

| Chanson                      | Sortie                          | Année | Réf.   | Notes              |
| ---------------------------- | ------------------------------- | ----- | ------ | ------------------ |
| ' Til We Die                 | All Hope Is Gone                | 2008  | [ 9 ]  | [A]                |
| (515)                        | Iowa                            | 2001  | [ 7 ]  | [B]                |
| (sic)                        | Slipknot                        | 1999  | [ 2 ]  | [B][C][D][E][F][G] |
| .execute.                    | All Hope Is Gone                | 2008  | [ 9 ]  |                    |
| 742617000027                 | Slipknot                        | 1999  | [ 2 ]  | [B][E][F]          |
| All Hope Is Gone *           | All Hope Is Gone                | 2008  | [ 9 ]  |                    |
| AOV *                        | .5: The Gray Chapter            | 2014  | [ 10 ] |                    |
| Be Prepared for Hell         | .5: The Gray Chapter            | 2014  | [ 10 ] |                    |
| Before I Forget *            | Vol. 3: (The Subliminal Verses) | 2004  | [ 11 ] | [C][D][F][G]       |
| Butcher's Hook               | All Hope Is Gone                | 2008  | [ 9 ]  |                    |
| Child of Burning Time        | All Hope Is Gone                | 2008  | [ 9 ]  | [A]                |
| Circle                       | Vol. 3: (The Subliminal Verses) | 2004  | [ 11 ] |                    |
| Confessions                  | Mate. Feed. Kill. Repeat        | 1996  | [ 1 ]  |                    |
| Custer *                     | .5: The Gray Chapter            | 2014  | [ 10 ] |                    |
| Danger – Keep Away           | Vol. 3: (The Subliminal Verses) | 2004  | [ 11 ] | [H]                |
| Dead Memories *              | All Hope Is Gone                | 2008  | [ 9 ]  | [F][G]             |
| Despise                      | Slipknot                        | 1999  | [ 2 ]  | [I][J]             |
| Diluted                      | Slipknot                        | 1999  | [ 2 ]  |                    |
| Disasterpiece                | Iowa                            | 2001  | [ 7 ]  | [B][C][F][G]       |
| Do Nothing/Bitchslap         | Mate. Feed. Kill. Repeat        | 1996  | [ 1 ]  |                    |
| Dogfish Rising               | Mate. Feed. Kill. Repeat        | 1996  | [ 1 ]  |                    |
| Don't Get Close              | Duality                         | 2004  | [ 12 ] |                    |
| Duality *                    | Vol. 3: (The Subliminal Verses) | 2004  | [ 11 ] | [C][D][F][G]       |
| Eeyore                       | Slipknot                        | 1999  | [ 2 ]  | [B][C]             |
| Everything Ends              | Iowa                            | 2001  | [ 7 ]  | [C][F]             |
| Eyeless                      | Slipknot                        | 1999  | [ 2 ]  | [B][C][D][E][F][G] |
| Frail Limb Nursery           | Slipknot                        | 1999  | [ 2 ]  |                    |
| Gehenna                      | All Hope Is Gone                | 2008  | [ 9 ]  |                    |
| Gematria (The Killing Name)  | All Hope Is Gone                | 2008  | [ 9 ]  |                    |
| Gently                       | Iowa                            | 2001  | [ 7 ]  | [B][K]             |
| Get This                     | Slipknot                        | 1999  | [ 2 ]  | [C][E][F][J]       |
| Goodbye                      | .5: The Gray Chapter            | 2014  | [ 10 ] |                    |
| I Am Hated                   | Iowa                            | 2001  | [ 7 ]  |                    |
| If Rain Is What You Want     | .5: The Gray Chapter            | 2014  | [ 10 ] |                    |
| Interloper                   | Slipknot                        | 1999  | [ 2 ]  | [I][J]             |
| Iowa                         | Iowa                            | 2001  | [ 7 ]  | [C]                |
| Killers Are Quiet            | Mate. Feed. Kill. Repeat        | 1996  | [ 1 ]  |                    |
| Killpop *                    | .5: The Gray Chapter            | 2014  | [ 10 ] |                    |
| Lech                         | .5: The Gray Chapter            | 2014  | [ 10 ] |                    |
| Left Behind *                | Iowa                            | 2001  | [ 7 ]  | [B][C][F][G]       |
| Liberate                     | Slipknot                        | 1999  | [ 2 ]  | [B][C][E]          |
| Me Inside                    | Slipknot                        | 1999  | [ 2 ]  | [J]                |
| Metabolic                    | Iowa                            | 2001  | [ 7 ]  |                    |
| My Plague *                  | Iowa                            | 2001  | [ 7 ]  | [B][G]             |
| New Abortion                 | Iowa                            | 2001  | [ 7 ]  | [B]                |
| No Life                      | Slipknot                        | 1999  | [ 2 ]  | [E]                |
| Nomadic                      | .5: The Gray Chapter            | 2014  | [ 10 ] |                    |
| Only One                     | Slipknot                        | 1999  | [ 2 ]  | [K]                |
| Opium of the People          | Vol. 3: (The Subliminal Verses) | 2004  | [ 11 ] |                    |
| Override                     | .5: The Gray Chapter            | 2014  | [ 10 ] | [L]                |
| People = Shit                | Iowa                            | 2001  | [ 7 ]  | [B][C][D][F][G]    |
| Prelude 3.0                  | Vol. 3: (The Subliminal Verses) | 2004  | [ 11 ] |                    |
| Prosthetics                  | Slipknot                        | 1999  | [ 2 ]  | [E]                |
| Psychosocial *               | All Hope Is Gone                | 2008  | [ 9 ]  | [F][G]             |
| Pulse of the Maggots         | Vol. 3: (The Subliminal Verses) | 2004  | [ 11 ] | [C][D][G]          |
| Purity                       | Slipknot                        | 1999  | [ 2 ]  | [B][C][E][G]       |
| Sarcastrophe *               | .5: The Gray Chapter            | 2014  | [ 10 ] |                    |
| Scissors                     | Slipknot                        | 1999  | [ 2 ]  |                    |
| Scream                       | "Vermilion"                     | 2004  | [ 13 ] |                    |
| Skeptic *                    | .5: The Gray Chapter            | 2014  | [ 10 ] |                    |
| Skin Ticket                  | Iowa                            | 2001  | [ 7 ]  | [C]                |
| Slipknot                     | Mate. Feed. Kill. Repeat        | 1996  | [ 1 ]  |                    |
| Snap                         | Freddy vs. Jason                | 2003  | [ 14 ] | [I]                |
| Snuff *                      | All Hope Is Gone                | 2008  | [ 9 ]  | [G]                |
| Some Feel                    | Mate. Feed. Kill. Repeat        | 1996  | [ 1 ]  |                    |
| Spit It Out *                | Slipknot                        | 1999  | [ 2 ]  | [B][C][E][F][G][I] |
| Sulfur *                     | All Hope Is Gone                | 2008  | [ 9 ]  | [F][G]             |
| Surfacing *                  | Slipknot                        | 1999  | [ 2 ]  | [B][C][E][F][G]    |
| Tattered & Torn              | Slipknot                        | 1999  | [ 2 ]  | [K]                |
| The Blister Exists *         | Vol. 3: (The Subliminal Verses) | 2004  | [ 11 ] | [C][D][F]          |
| The Burden                   | .5: The Gray Chapter            | 2014  | [ 10 ] | [L]                |
| The Devil in I *             | .5: The Gray Chapter            | 2014  | [ 10 ] |                    |
| The Heretic Anthem           | Iowa                            | 2001  | [ 7 ]  | [B][C][D][G]       |
| The Nameless *               | Vol. 3: (The Subliminal Verses) | 2004  | [ 11 ] | [C]                |
| The Negative One *           | .5: The Gray Chapter            | 2014  | [ 10 ] |                    |
| The One That Kills the Least | .5: The Gray Chapter            | 2014  | [ 10 ] |                    |
| The Shape                    | Iowa                            | 2001  | [ 7 ]  |                    |
| The Virus of Life            | Vol. 3: (The Subliminal Verses) | 2004  | [ 11 ] |                    |
| This Cold Black              | All Hope Is Gone                | 2008  | [ 9 ]  |                    |
| Three Nil                    | Vol. 3: (The Subliminal Verses) | 2004  | [ 11 ] | [C]                |
| Vendetta                     | All Hope Is Gone                | 2008  | [ 9 ]  |                    |
| Vermilion *                  | Vol. 3: (The Subliminal Verses) | 2004  | [ 11 ] | [C][D][F][G]       |
| Vermilion Pt. 2 *            | Vol. 3: (The Subliminal Verses) | 2004  | [ 11 ] |                    |
| Wait and Bleed *             | Slipknot                        | 1999  | [ 2 ]  | [B][C][E][F][G][I] |
| Welcome                      | Vol. 3: (The Subliminal Verses) | 2004  | [ 11 ] |                    |
| Wherein Lies Continue        | All Hope Is Gone                | 2008  | [ 9 ]  |                    |
| XIX *                        | .5: The Gray Chapter            | 2014  | [ 10 ] |                    |